# Озеро без названия (Ненецкий автономный округ, в 13 км восточнее деревни Куя)
Озеро без названия находится в Заполярном районе Ненецкого автономного округа. Площадь водного зеркала — 1 км². Высота над уровнем моря — 0,4 м.
Лежит в 13 км восточнее деревни Куя. Озеро вытянуто с юга на север, состоит из двух плёсов. С юго-востока впадает река Лиственничная, с юга — безымянная река, вытекающая из озера Культы. Из северной части озера вытекает короткая протока, впадающая в рукав Печоры Куйский Шар. Юго-восточный берег заболочен, юго-западный — порос лесом. Западнее находится озеро Сухое.

## Данные водного реестра
По данным государственного водного реестра России относится к Двинско-Печорскому бассейновому округу, водохозяйственный участок реки — Печора от водомерного поста Усть-Цильма и до устья, речной подбассейн реки — бассейны притоков Печоры ниже впадения Усы. Речной бассейн реки — Печора.
Код объекта в государственном водном реестре — 03050300211103000022582.